# Bodzakraszna
Bodzakraszna más néven Kraszna telep (románul: Crasna) település Romániában, Kovászna megye területén.

## Története
Korábban Szitabodza része volt. A trianoni békeszerződés előtt Háromszék vármegye Sepsi járásához tartozott.

## Népessége
1992-ben 585 lakosa volt, ebből egy magyar kivételével mindenki román.

## Vallások
A lakók 5 kivétellel ortodox keresztények, a többiek reformátusok.